# Fernandocrambus chillanicus
Fernandocrambus chillanicus là một loài bướm đêm trong họ Crambidae.